# Высокий (остров, Южные Сандвичевы острова)
Высо́кий (англ. Visokoi Island) — небольшой необитаемый остров в архипелаге Южные Сандвичевы острова в южной части Атлантического океана. Архипелаг входит в состав заморской территории Великобритании Южная Георгия и Южные Сандвичевы Острова (то есть принадлежит Великобритании, но не являются её частью).

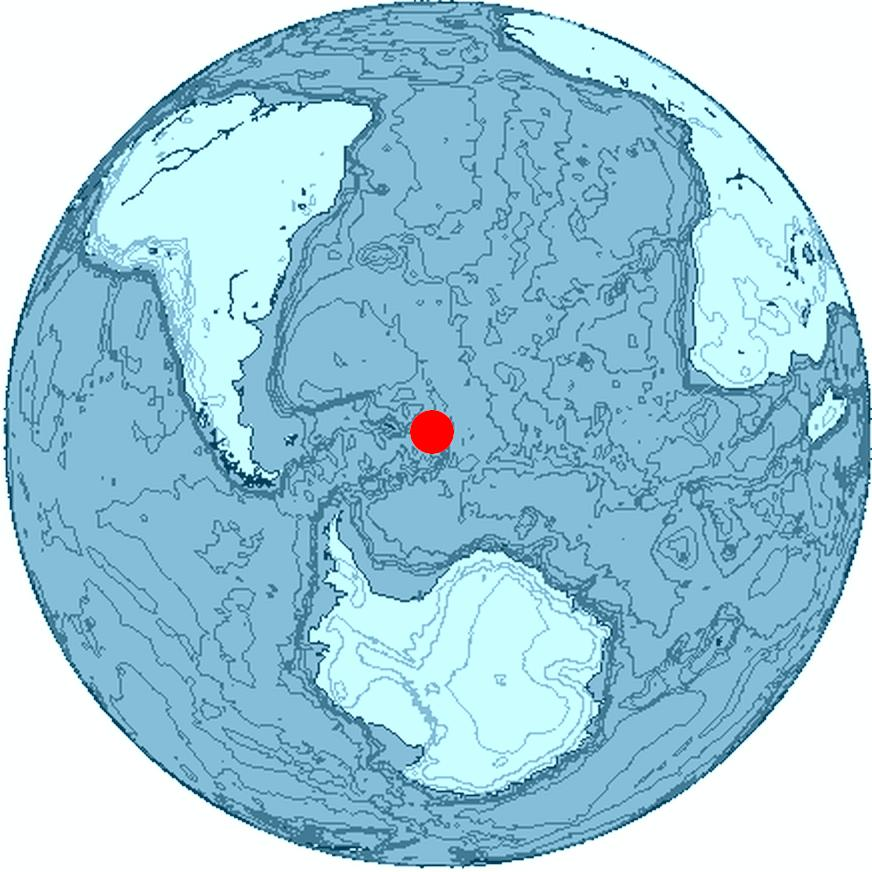
Георасположение Южных Сандвичевых островов

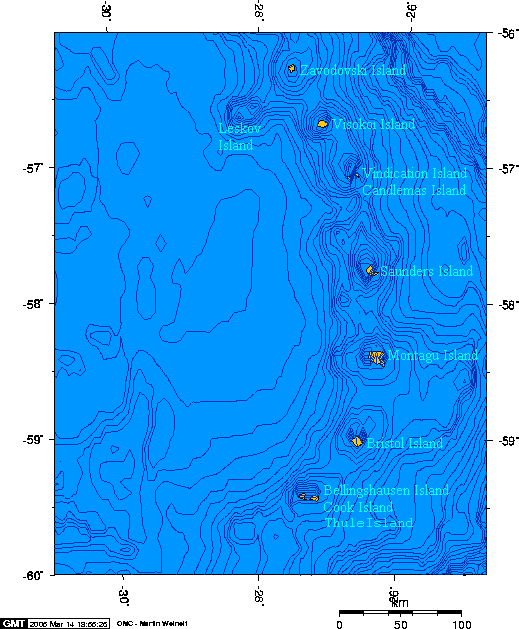
Высокий остров на карте Южных Сандвичевых островов

## География
Остров Высокий находится в 520 км к юго-востоку от главного острова Южная Георгия и к северо-востоку от Антарктиды и является частью Южных Сандвичевых островов. Вместе с соседними островами Лескова и Завадовского образует архипелаг Траверсе. Остров длиной 7,2 км и шириной 4,2 км увенчан горой Ходсон (гора) высотой 1005 м.

## История
Остров был открыт в 1819 первой русской антарктической экспедицией Ф. Ф. Беллинсгаузена и М. П. Лазарева. Изначально был назван Торсон, в честь участника экспедиции, будущего декабриста Константина Петровича Торсона. Однако после восстания декабристов остров был переименован.